# Libertad (departamento)
Libertad é um departamento da Argentina, localizado na província do Chaco.